# Vicovu de Sus
Vicovu de Sus is een stad (oraș) in het Roemeense district Suceava. De stad telt 14.718 inwoners (2007).